# Corpul Muncitoresc Legionar
El Corpul Muncitoresc Legionar o Corpul Muncitorilor Legionari (CML, Cuerpo Trabajadores Legionarios) era una asociación fascista de trabajadores en Rumania, encuadrada dentro de la Guardia de Hierro (que originalmente se conocía como Movimiento Legionario) y con una rígida estructura jerárquica. Desde su creación hasta septiembre de 1940, el CML estuvo dirigido por Gheorghe Clime; posteriormente, el cargo fue ocupado por Dumitru Groza, quien supervisó el Cuerpo durante el período en que la Guardia de Hierro estaba en el poder - el Estado Nacional Legionario -, y lo involucró en la Rebelión y Pogrom de 1941. El CML tenía su sede en Bucarest, en la Calea Călăraşilor.
Junto con la Guardia de Hierro, fue proscrito por el Conducător Ion Antonescu durante la rebelión y se disolvió. Con el tiempo, el grupo formado alrededor de Dumitru Groza se involucró en la colaboración con Antonescu, y luego se negó a involucrarse en conversaciones con el Partido Comunista Rumano sobre la posibilidad de una tregua política.

## Historia

### Contexto y creación
Incluso antes de la creación del Cuerpo, el líder del Movimiento Legionario, Corneliu Zelea Codreanu, ya había manifestado un interés especial por el movimiento obrero. Ya en 1919, se había unido a Constantin Pancu en su Garda Conştiinţei Naţionale, una asociación de trabajadores, participando en batallas callejeras con aquellos a quienes veían como agitadores bolcheviques y redactando un programa político que se inspiraba en el Partido Socialcristiano Austriaco y, posiblemente, del DNSAP. En 1933, fue uno de los que condenaron la represión de la huelga de Grivița por parte del gabinete del Partido Nacional Campesino de Alexandru Vaida-Voevod. Sin embargo, el análisis de Roger Griffin de las relaciones establecidas entre el Movimiento y la clase trabajadora indica que tales intervenciones fueron marginales con respecto a otros objetivos marcados por Codreanu, y en gran parte infructuosas. Por el contrario, se cree que el propio Codreanu basó su decisión en el hecho de que los empleados industriales ya se estaban uniendo a su agrupación en números relevantes.

El Corpul Muncitoresc fue creado el 25 de octubre de 1936. La primera de sus unidades, con centro en Azuga, se estableció en 1938. Poco después, todas las células políticas de la clase trabajadora (cuiburi, o "nidos") renunciaron a su afiliación a las estructuras locales y se reunieron dentro del CML. Codreanu subrayó la importancia de la clase en el contexto de su ideología y, a través de un llamamiento al CML en particular y al proletariado en general, indicó:
"En tu lucha, hasta ahora, te has desviado por cientos de caminos inclinados y has sido derrotado. Todos tus intentos han sido aplastados. Esta vez, vencerás bajo el símbolo del Legionario, tu sacrificio será recompensado con una recompensa. de los victoriosos y los amos de un país".

### Primeros pasos
Varias otras declaraciones de líderes legionarios aclararon su intención de marginar a la izquierda dentro del movimiento obrero, al tiempo que hicieron vagas promesas sobre la igualdad social (apelando a los "trabajadores auténticos", indicaron su negativa a aceptar "transformar el problema administrativo y profesional en un terrible arma política", y proclamó la voluntad de compaginar la causa obrera con el capitalismo, conduciendo a un mundo en el que empleadores y empleados serían "camaradas"). Se sabe que Dumitru Groza, quien se expandió sobre el tema de que los trabajadores legionarios eran "amos de su propio país", consideró a Codreanu "el Mesías del trabajador rumano".
El Cuerpo, coincidiendo con un pico de popularidad e influencia de la Guardia de Hierro, así como con la cúspide de la industrialización de entreguerras en Rumania, significó un cambio importante en lo que respecta a las políticas de contratación. Antes del período de persecución y asesinato de Codreanu (noviembre de 1938), aumentó en número. Hay varios puntos de vista con respecto a su importancia general dentro del movimiento más amplio: según Aurel Dragoş Munteanu, el Cuerpo era la rama más grande y popular, mientras que Francisco Veiga lo describe como "una organización de élite", y sostiene que su fuerza radica en determinación en lugar de números puros.
Inicialmente, el CML logró avances en las filas de trabajadores semicualificados. Poco después, llegó a atraer a gran parte de sus miembros (alrededor de 8.000 personas) de las áreas industriales de Bucarest, sobre todo de Grivița, y de los principales empleadores de la ciudad (tanto en la industria de servicios, con la Societatea de Transport București, y en las fábricas de Nicolae Malaxa). Veiga indica que la organización solo tuvo un impacto marginal en el distrito de Prahova, donde se centró la industria petrolera.
Pronto comenzó a organizar una serie de actividades de ocio, incluidos varios restaurantes de bajo costo (uno de ellos se mantuvo en Grivița), que también funcionaban como comedores de caridad para los pobres. Siguiendo un modelo instituido por la Opera nazionale dopolavoro en la Italia fascista, se establecieron varios campamentos que ofrecían vacaciones gratuitas a los niños de la clase trabajadora.
Tras la decisión del rey Carlos II de monopolizar el poder real en 1938 y la posterior creación del Frente Nacional del Renacimiento como partido único, el CML permaneció activo en la clandestinidad, pero fue muy debilitado y supervisado de manera eficiente por la policía secreta (la Siguranţa Statului). También se ha argumentado que, no obstante, el Cuerpo ganó apoyo político, como consecuencia indirecta del movimiento similar de Carlos de prohibir todos los sindicatos.

### Estado Nacional Legionario
Con el Estado Nacional Legionario, creado poco después del derrocamiento de Carlos en 1940 como un pacto entre el general Ion Antonescu (quien tomó el título de Conducător) y Horia Sima de la Guardia de Hierro, el CML de Dumitru Groza se estableció como una institución oficial, reemplazando oficialmente a todos los sindicatos. Desarrolló una estructura autónoma, que incluía su propio ala paramilitar (la Garnizoană), y ascendió a más de 13.200 miembros en Bucarest. Anunciado como nuevo núcleo social de la nación, el CML incrementó el número de sus emprendimientos, siendo dueña de sus propios cines, e incluso criticó a varios empresarios por el trato que brindaban a los trabajadores (que tuvo parte en la proclamación de un teórico salario mínimo). En ese momento, el ministro de Trabajo de la Guardia de Hierro, Vasile Iaşinschi, fue citado diciendo:
"Entre los trabajadores de hoy se contratarán los dueños de las fábricas del mañana, si no en la primera generación, al menos en la segunda".
En el otoño de 1940, a medida que aumentaban las tensiones entre la Guardia y Antonescu, el movimiento comenzó a apelar al personal del ejército rumano, en un intento de desviar el apoyo de los líderes militares. En el proceso, el CML y la Ajutorul Legionar, la asociación dedicada a la ayuda humanitaria de la Guardia, fueron presentados como evidencia de que el Sima era el único cuerpo político capaz de lidiar con los problemas sociales que enfrentan los soldados. Paralelamente, los paramilitares del CML participaron en oleadas de violencia y represión, ocasionalmente tomando iniciativas; del 26 al 27 de noviembre de 1940, junto con simpatizantes de legionarios de la policía rumana, llevó a cabo la matanza de exfuncionarios del Frente Nacional del Renacimiento que estaban detenidos en Jihlava.
El CML fue uno de los principales participantes en el golpe de Estado de la Legión del 21 de enero de 1941, cuando tuvo lugar el enfrentamiento final con Antonescu. También jugó un papel destacado en el pogromo paralelo, organizando una redada de judíos. El Cuerpo transportó a los capturados al bosque en Jilava, donde fueron fusilados. Entre los muertos se encontraban los dos hijos del rabino Zvi Gutman (también se hicieron disparos en dirección a Gutman, que yacía en el suelo, pero no dieron en el blanco).

### Consecuencias
Aunque Antonescu señaló a Dumitru Groza como uno de los líderes del golpe de Estado, la Siguranţa Statului obtuvo la colaboración del antiguo líder del CML durante gran parte de la Segunda Guerra Mundial. En 1945, tras la caída de Antonescu y el inicio de la ocupación soviética, y el establecimiento del ejecutivo de Petru Groza, las autoridades estatales fueron gradualmente controladas por el Partido Comunista Rumano. En el proceso, Teohari Georgescu y Alexandru Nicolschi del Partido Comunista se acercaron a la rama interior clandestina y dividida en facciones de la Guardia de Hierro con una oferta de tregua (también se evidenció que el acuerdo fue ordenado directamente por los supervisores soviéticos). Dichas conversaciones se llevaron a cabo principalmente con Nicolae Petraşcu, quien afirmó representar a los líderes exiliados de Sima. La facción de Dumitru Groza se negó a participar en la negociación.
Durante el régimen comunista, establecido en 1948, el impacto del CML en las áreas industriales de Bucarest se oscureció, y el PCR afirmó haber sido el principal agente de agitación política durante la década de 1930. Como parte de su conflicto con Gheorghe Gheorghiu-Dej, tanto Ana Pauker como su socio Georgescu fueron acusados de haber orquestado la inscripción de legionarios en el Partido (se sabe que Pauker dio la bienvenida públicamente a exmiembros de la Guardia de Hierro en una ocasión en 1945, y se ha argumentado que participó en las negociaciones reales).